# Gregory Searle
Gregory Mark Pascoe Searle –conocido como Greg Searle– (Ashford, 20 de marzo de 1972) es un deportista británico que compitió en remo. Su hermano Jonathan compitió en el mismo deporte.
Participó en cuatro Juegos Olímpicos de Verano, obteniendo tres medallas, oro en Barcelona 1992 (dos con timonel), bronce en Atlanta 1996 (cuatro sin timonel) y bronce en Londres 2012 (ocho con timonel), y el cuarto lugar en Sídney 2000, en dos sin timonel.
Ganó siete medallas en el Campeonato Mundial de Remo entre los años 1991 y 2011.

## Palmarés internacional
| Juegos Olímpicos   | Juegos Olímpicos              | Juegos Olímpicos  | Juegos Olímpicos   |
| Año                | Lugar                         | Medalla           | Prueba             |
| ------------------ | ----------------------------- | ----------------- | ------------------ |
| 1992               | Barcelona (España)            | Medalla de oro    | Dos con timonel    |
| 1996               | Atlanta (Estados Unidos)      | Medalla de bronce | Cuatro sin timonel |
| 2012               | Londres (Reino Unido)         | Medalla de bronce | Ocho con timonel   |
| Campeonato Mundial |                               |                   |                    |
| Año                | Lugar                         | Medalla           | Prueba             |
| 1991               | Viena (Austria)               | Medalla de bronce | Ocho con timonel   |
| 1993               | Račice (República Checa)      | Medalla de oro    | Dos con timonel    |
| 1994               | Indianápolis (Estados Unidos) | Medalla de bronce | Cuatro sin timonel |
| 1995               | Tampere (Finlandia)           | Medalla de plata  | Cuatro sin timonel |
| 1997               | Aiguebelette (Francia)        | Medalla de bronce | Scull individual   |
| 2010               | Cambridge (Nueva Zelanda)     | Medalla de plata  | Ocho con timonel   |
| 2011               | Bled (Eslovenia)              | Medalla de plata  | Ocho con timonel   |